# Racket Club Open
El Racket Club Open es un tenis torneo celebrado en Buenos Aires, Argentina desde 2016. El evento es parte del ATP Challenger Tour y se juega al aire libre en pistas de tierra batida.

## Resultados

### Individuales
| Año  | Campeón        | Finalista       | Resultado |
| ---- | -------------- | --------------- | --------- |
| 2016 | Facundo Bagnis | Arthur De Greef | 6–3, 6–2  |

### Dobles
| Año  | Campeones                      | Finalistas                      | Resultado |
| ---- | ------------------------------ | ------------------------------- | --------- |
| 2016 | Facundo Bagnis Máximo González | Sergio Galdós Christian Lindell | 6–1, 6–2  |